# Sapsan

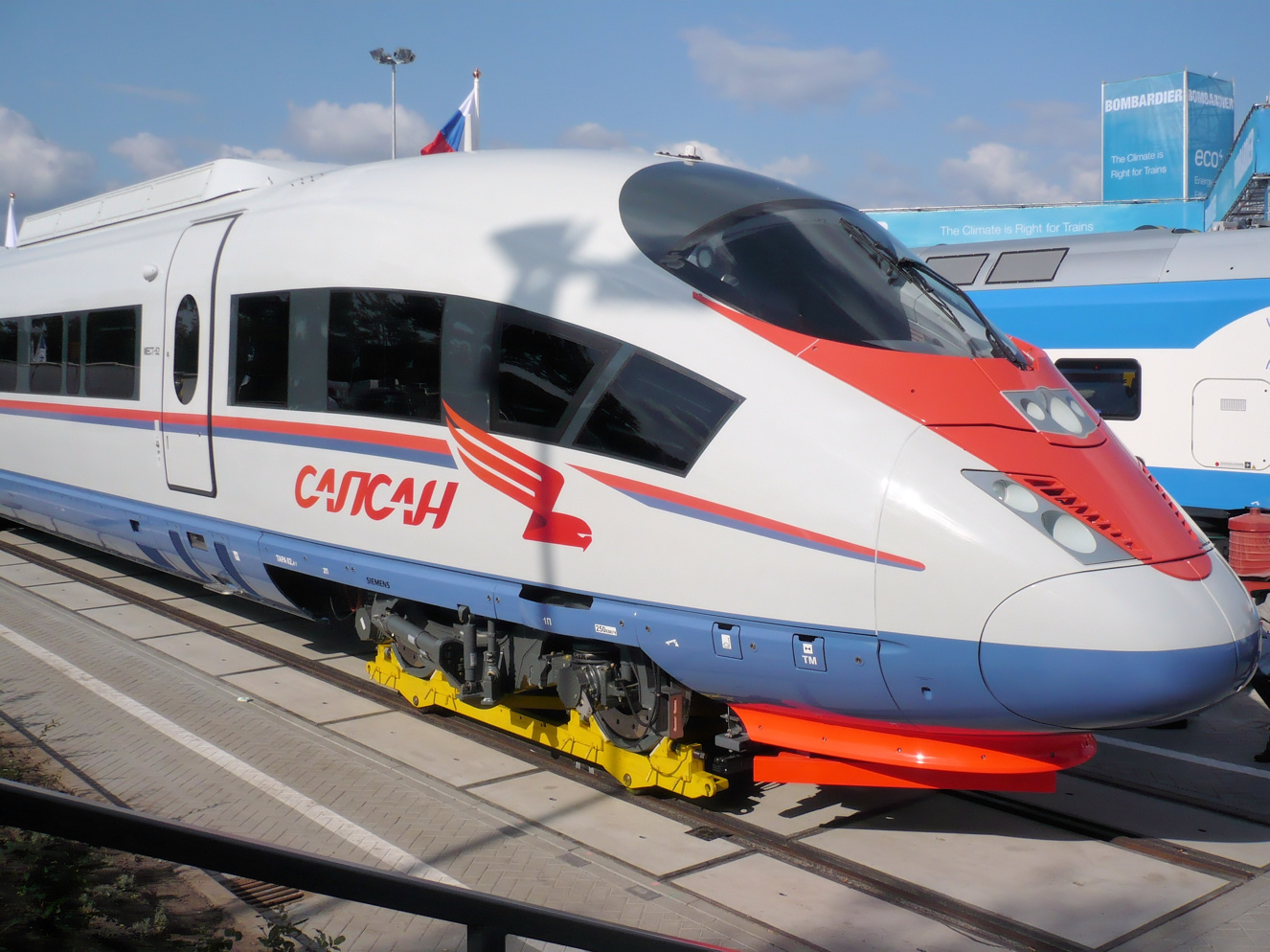
Sapsan na targach InnoTrans 2008 w Berlinie

Sapsan (ros. Сапсан, "Sokół wędrowny", znany jako Velaro RUS w Niemczech) – rosyjski, szerokotorowy, elektryczny pociąg dużych prędkości. Producentem jest niemiecki Siemens, a model należy do serii Velaro.
Pociąg może rozwijać prędkość do 350 km/h, ale wskutek ograniczeń infrastruktury kolejowej jeździ maksymalnie z prędkością 250 km/h. Jego historia sięga 18 maja 2006, kiedy to firma Siemens i Koleje Rosyjskie podpisały kontrakt na sumę 276 milionów Euro przewidujący dostarczenie 8 szybkich pociągów z 30 letnim serwisem w cenie 300 milionów euro.
17 grudnia 2009 pociąg zaczął kursować na trasie Moskwa – Sankt Petersburg (ok. 650 km), łącząc dwa największe miasta w Rosji. Od 2010 łączy miasta: Sankt Petersburg – Moskwa - Niżny Nowogród.

## Trasa

Trasa pociągu Sapsan (mapa interaktywna)